# Império da São Jorge
Sociedade Esportiva, Recreativa, Beneficente e Cultural Império da São Jorge é uma escola de samba da cidade de Novo Hamburgo, Rio Grande do Sul. Foi fundada em 17 de setembro de 2004, as cores escolhidas foram o verde e o rosa.

## Segmentos

### Presidentes
| Nome           | Mandato | Ref.  |
| -------------- | ------- | ----- |
| Cléber Moreira | ? - ?   | [ 3 ] |

### Diretores
| Ano  | Diretor de Carnaval | Diretor de harmonia    | Mestre de bateria | Ref.  |
| ---- | ------------------- | ---------------------- | ----------------- | ----- |
| 2010 |                     | Eduardo Gomes da Silva |                   | [ 5 ] |
| 2012 | Israel Ávila        |                        | Thiago            | [ 1 ] |
| 2017 |                     |                        |                   |       |

### Casal de Mestre-sala e Porta-bandeira
| Ano  | Nome                    | Ref.  |
| ---- | ----------------------- | ----- |
| 2013 | Cesar Augusto e Natália | [ 6 ] |
| 2017 |                         |       |

## Carnavalesco
| Ano  | Colocação   | Grupo | Enredo | Carnavalesco | Intérprete   | Ref.                |
| ---- | ----------- | ----- | --- | ------------ | ------------ | ------------------- |
| 2007 |             | Único | Dagoberto Goulart - o Dago.                                                                                |              |              |                     |
| 2008 | Vice-campeã | Único | O Exemplo Vem de Baixo.                                                                                    |              |              | [ 7 ] [ 8 ]         |
| 2009 | 3º lugar    | Único | São Jorge está falando de história, está falando de cultura:ser negro é muito mais do que ter pele escura. |              |              | [ 9 ] [ 4 ]         |
| 2010 | Campeã      | Único | Água, a fonte da vida. Vamos preservar esse tesouro.                                                       |              |              | [ 3 ] [ 5 ]         |
| 2011 | Vice-campeã | Único | Hoje é dia do Trabalhador.                                                                                 |              |              | [ 10 ] [ 11 ]       |
| 2012 | Vice-campeã | Único | Império! A cara do povo, a voz da comunidade                                                               | Israel Ávila |              | [ 12 ] [ 13 ]       |
| 2013 | Campeã      | Único | Educação que supera!                                                                                       |              | Renan Ludwig | [ 6 ] [ 14 ] [ 15 ] |
| 2014 | 3º lugar    | Único | Oito maneiras de mudar o mundo                                                                             |              |              | [ 16 ] [ 17 ]       |
| 2015 | Vice-campeã | Único | Entre fuxicos e fofocas, São Jorge é polêmica na avenida                                                   |              |              | [ 18 ] [ 19 ]       |
| 2016 | 4º lugar    | Único | Da África às Terras Brasilianas                                                                            |              |              | [ 20 ] [ 21 ]       |

## Títulos
- Campeã em Novo Hamburgo: 2010[3], 2013[14]

## Prêmios
Troféu Destaque Novo Hamburgo
- 2009: Mestre-sala, passista masculino, alegoria e adereços, tema enredo.[22]
- 2012: Tema enredo, mestre-sala e porta-bandeira, passista masculino, passista feminino e presidente.[23]
- 2015: Bateria, porta-estandarte, musa de bateria e interprete.[24]